# Gayle (cantora)
Taylor Gayle Rutherford (Dallas, 8 de julho de 2004), mais conhecida como Gayle, é uma cantora e compositora estadunidense. Depois de assinar com a Atlantic Records, ela lançou o single abcdefu em 2021, que alcançou sucesso mundial.

## Biografia e carreira
Gayle nasceu em 8 de julho de 2004, em Dallas, Texas. Ela começou a cantar aos sete anos e, eventualmente, mudou-se para Nashville, Tennessee para seguir uma carreira musical. Depois de lançar vários singles auto-produzidos, ela foi descoberta por um membro do júri do American Idol e pela editora de música da Arthouse, Kara DioGuardi e assinou contrato com a Atlantic Records.
Em 2021, Gayle lançou "ABCDEFU", sua primeira canção com a Atlantic. Tornou-se viral no TikTok e no Spotify. Ela rapidamente alcançou o top 10 na Alemanha, Áustria, Suíça, Suécia, Finlândia, Irlanda, Reino Unido, Austrália e Nova Zelândia, bem como o top 20 nas paradas norueguesa e holandesa.
Em maio de 2022, a cantora fez uma apresentação digital por meio de captura de movimentos em um evento chamado 'Logitech Song Breaker Awards' dentro do Roblox em parceria com a marca de produtos de informática Logitech.

## Discografia

### Singles
| Ano                                                                            | Canção          | Melhores posições nas paradas musicais | Melhores posições nas paradas musicais | Melhores posições nas paradas musicais | Melhores posições nas paradas musicais | Melhores posições nas paradas musicais | Melhores posições nas paradas musicais | Melhores posições nas paradas musicais | Melhores posições nas paradas musicais | Melhores posições nas paradas musicais | Melhores posições nas paradas musicais | Certificações           | Álbum                         |
| Ano                                                                            | Canção          | EUA                                    | ALE                                    | AUS                                    | CAN                                    | FIN                                    | HOL                                    | IRL                                    | NZL                                    | SUI                                    | UK                                     | Certificações           | Álbum                         |
| ------------------------------------------------------------------------------ | --------------- | -------------------------------------- | -------------------------------------- | -------------------------------------- | -------------------------------------- | -------------------------------------- | -------------------------------------- | -------------------------------------- | -------------------------------------- | -------------------------------------- | -------------------------------------- | ----------------------- | ----------------------------- |
| 2020                                                                           | "Z"             | —                                      | —                                      | —                                      | —                                      | —                                      | —                                      | —                                      | —                                      | —                                      | —                                      |                         | Não adicionada à nenhum álbum |
| 2020                                                                           | "Dumbass"       | —                                      | —                                      | —                                      | —                                      | —                                      | —                                      | —                                      | —                                      | —                                      | —                                      |                         | Não adicionada à nenhum álbum |
| 2020                                                                           | "Happy for You" | —                                      | —                                      | —                                      | —                                      | —                                      | —                                      | —                                      | —                                      | —                                      | —                                      |                         | Não adicionada à nenhum álbum |
| 2020                                                                           | "Orange Peel"   | —                                      | —                                      | —                                      | —                                      | —                                      | —                                      | —                                      | —                                      | —                                      | —                                      |                         | Não adicionada à nenhum álbum |
| 2021                                                                           | "ABCDEFU"       | 6                                      | 1                                      | 2                                      | 6                                      | 1                                      | 4                                      | 1                                      | 3                                      | 2                                      | 1                                      | - MC: Ouro - BPI: Prata | Não adicionada à nenhum álbum |
| 2022                                                                           | "Ur Just Horny" | —                                      | —                                      | —                                      | —                                      | —                                      | —                                      | —                                      | —                                      | —                                      | —                                      |                         | Não adicionada à nenhum álbum |
| "—" denota canções que não entraram nas tabelas ou não foram lançadas no país. |                 |                                        |                                        |                                        |                                        |                                        |                                        |                                        |                                        |                                        |                                        |                         |                               |